# Adolph Cornelius Petersen

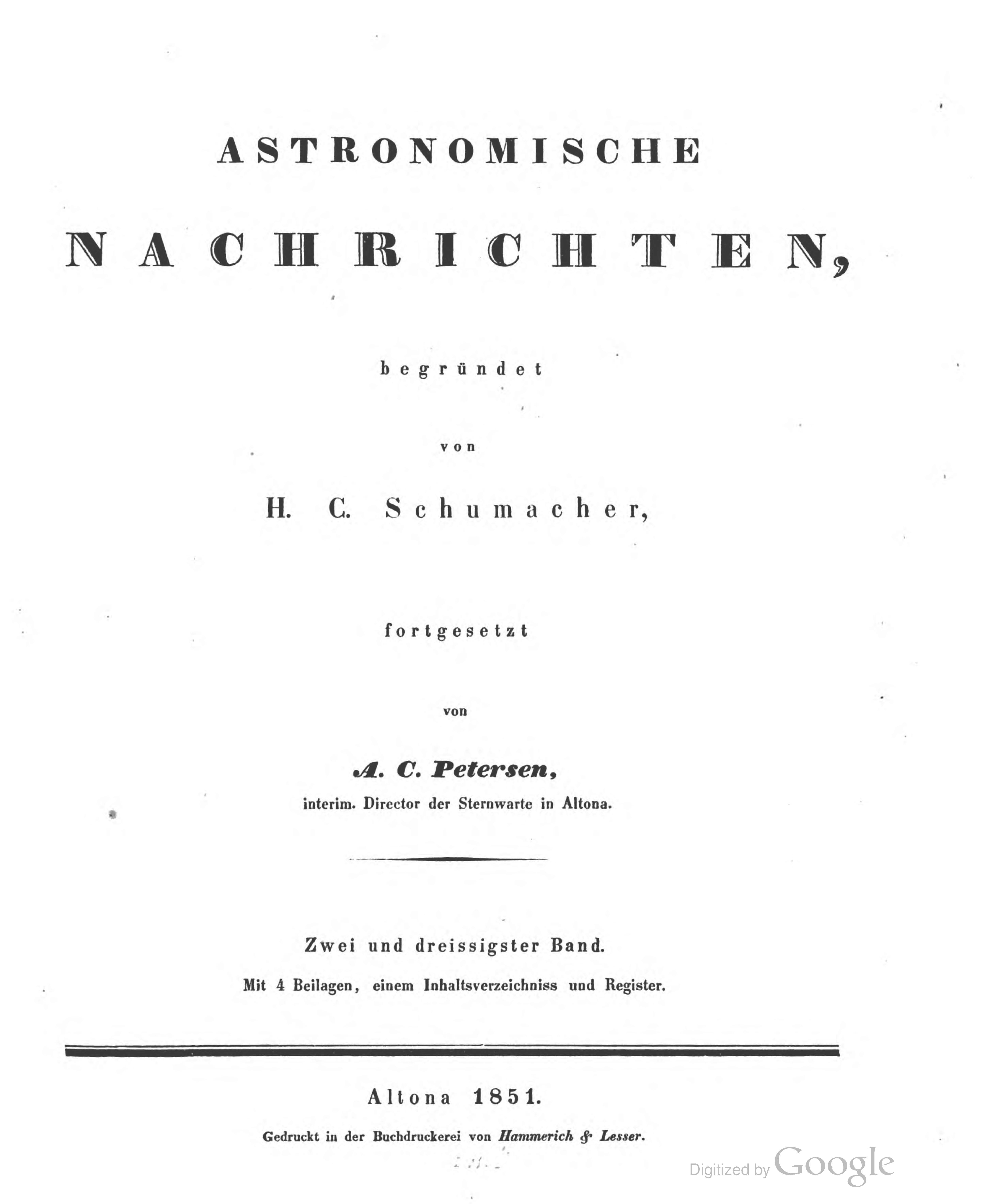
Astronomische Nachrichten, Band 32, Herausgeber: Adolph Cornelius Petersen.

Adolph Cornelius Petersen (auch: Adolf Cornelius Petersen oder Adolphus Cornelius Petersen; * 28. Juli 1804 in Bylderup-Bov; † 3. Februar 1854 in Altona) war ein dänisch-deutscher Astronom, Geodät und Herausgeber der Astronomischen Nachrichten. Ab 1827 war er Observator, ab 1850 Leiter der Sternwarte Altona.

## Leben

### Anfänge
Adolph Cornelius Petersen wurde am 28. Juli 1804 in Bylderup-Bov in Süderjütland als Sohn eines Bauern geboren. Bis März 1820 besuchte er die Elementarschule in dem Nachbarort Buhrkall und unterstützte seinen Vater bei der Feldarbeit. Er absolvierte eine einjährige Lehre als Landvermesser und war bis 1824 mit Vermessungsarbeiten und als Planzeichner beschäftigt. Nach der Februarflut 1825 wurde er im Frühjahr 1825 zur Durchführung von Deichbauarbeiten herangezogen. Dabei traf er auf Hauptmann von Caroc, einen dänischen Ingenieuroffizier, der den Altonaer Astronomen und Geodäten Heinrich Christian Schumacher bei der dänischen Gradmessung unterstützte.

### Observator
Durch von Caroc lernte Petersen Schumacher kennen, der ihn 1827 als Assistenten und Observator an der Sternwarte Altona anstellte. Petersen beschäftigte sich als Observator hauptsächlich mit der Beobachtung und Bahnbestimmung von Kometen, mit Sonnenbeobachtungen und mit geographischen  Ortsbestimmungen. Außerdem  unterstützte er Schumacher bei der Herausgabe der Astronomischen Nachrichten, in denen er ab 1829 auch seine eigenen Arbeiten dokumentierte.
Petersen nahm an Schumachers dänischer Gradmessung und an ihrer Verbindung mit der schwedischen und preußischen Gradmessung teil.
1829/1830 beteiligte er sich an der Messung der Länge des einfachen Sekundenpendels mit dem Besselschen Pendelapparat auf Gut Güldenstein. In den Jahren 1845 bis 1847 führte er die topographische Vermessung eines Teils von Holstein durch. Nach Bessels Tod 1846 begab sich Petersen nach Königsberg, um dort dessen Aufzeichnungen über seine mit dem Repsold’schen Meridiankreise gemachten Beobachtungen zu sichten. Bessel hatte testamentarisch verlangt, dass seine Beobachtungen von August Ludwig Busch (Bessels Nachfolger) und von Petersen zu einem neuen Katalog von Fundamentalsternen reduziert werden sollten. Es ist nicht bekannt, wie weit die Arbeiten von Petersen und Busch gediehen. Die geplante Veröffentlichung unterblieb auf Grund des Tods von Petersen 1854 und von Busch 1855. Petersen machte sich 1848 und 1850 durch die Entdeckung von drei Kometen einen Namen. Nach der Entdeckung des Neptun durch Urbain Le Verrier 1846 wies er nach, dass Lalande den Planeten bereits 1795 beobachtet, aber für einen Fixstern gehalten hatte.

### Sternwartenleiter
Nach Schumachers Tod 1850 wurde Petersen interimistischer Leiter der Sternwarte und Herausgeber der Astronomischen Nachrichten. Im Mai 1853 erkrankte Petersen an einem schweren Lungenleiden. Er starb unverheiratet am 3. Februar 1854 in Altona.

## Persönlichkeit
Petersen war ein einfacher und zurückhaltender Mann. In einem Brief an Gauß äußerte er  eine bescheidene Selbsteinschätzung:
„Doch fühle ich nur zu wohl, wie gewagt jede Bemerkung von mir über astronomische Sachen gegen Euer Hoch und Wohlgeboren sei, und will deshalb lieber auch nichts mehr darüber sagen.“
Als der Direktor der Mannheimer Sternwarte Friedrich Bernhard Gottfried Nicolai 1846 starb, hätte Schumacher Petersen gern die vakant gewordene Stelle verschafft, wie er seinem Freund Gauß schrieb:
„Ich wünschte sehr, dass Petersen Nicolai’s Stelle erhielte. Er ist ein in jeder Hinsicht ausgezeichneter Mann. Ich wünsche dies natürlich nur für ihn, nicht für mich, denn sein Verlust als Gehülfe und Freund würde mir unersetzlich seyn.“
Nicolais Stelle wurde jedoch nicht wieder besetzt. Über Petersens herausragende Fähigkeiten als astronomischer Rechner schrieb Schumacher in demselben Brief:
„Bessel hatte in seinem Testamente verlangt, dass seine mit dem Repsold’schen Meridiankreise gemachten Beobachtungen zu einem neuen Cataloge von Fundamentalsternen nur unter Petersen’s Mitwürkung reducirt werden sollten, und gewünscht, dass Petersen deshalb temporair nach Königsberg kommen möge. Er ist schon seit drei Wochen dort. Aber seine Lage hier, sollte ich sterben, ist sehr precair, und so darf ich mein eigenes Interesse auf keine Weise berücksichtigen.“

## Astronomische Nachrichten

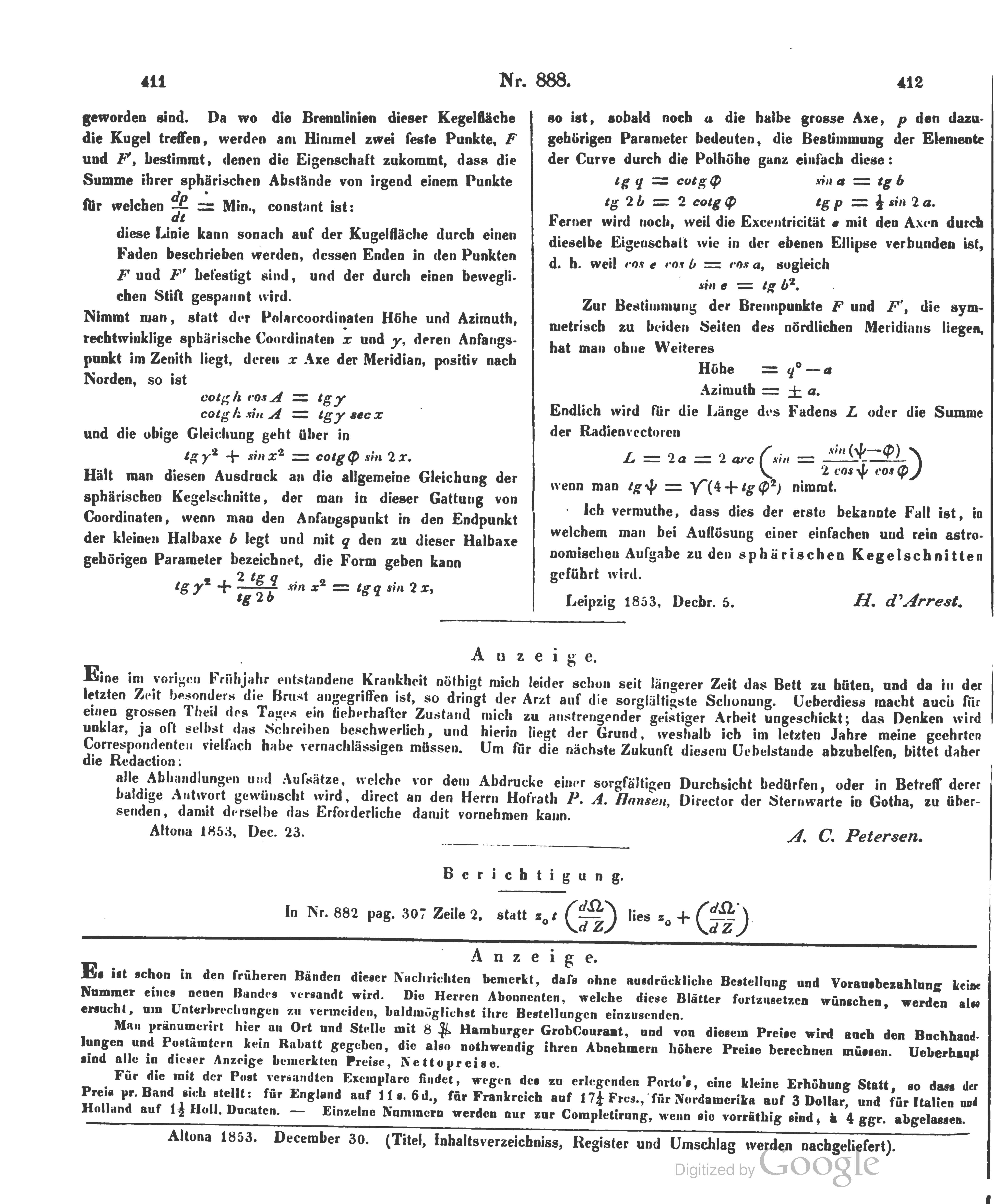
Anzeige von Petersens Krankheit in den Astronomischen Nachrichten, 1854.

1823 begründete Heinrich Christian Schumacher die Astronomischen Nachrichten, die führende astronomische Fachzeitschrift des 19. Jahrhunderts, die er bis zu seinem Tod Ende 1850 herausgab. Petersen lieferte seit 1829 fast jährlich ein oder mehrere Beiträge für die Astronomischen Nachrichten und unterstützte Schumacher als Assistent bei der Herausgabe. Nach Schumachers Tod übernahm er vorerst die Herausgabe von Band 32 für 1851 und nach seiner Ernennung zum interimistischen Direktor der Sternwarte auch die Herausgabe der folgenden Bände.
Die Redaktionsarbeit und die Korrespondenz mit Astronomen aus aller Welt beanspruchte fast die ganze Arbeitskraft von Petersen. (Zur Jahresmitte 1851 schrieb er an Gauß, dies sei sein 274. Brief in diesem Jahr.) Beobachtungen und Rechnungen ließ er von dem Observator August Sonntag durchführen, der jedoch Ende 1852 nach Amerika ausreiste und sich als Forschungsreisender betätigte. Die Bände 33–37 erschienen 1852 bis 1854 unter der gemeinsamen Herausgeberschaft von Petersen und Peter Andreas Hansen, dem Direktor der Sternwarte Gotha, wobei Hansen aber „fast nur auf dem Titel, als Mitredacteur fungirte“. Als Petersen im Mai 1853 an einem Lungenleiden erkrankte, musste sich Hansen jedoch mehr und mehr in die Redaktion einschalten. Sechs Wochen vor seinem Tod informierte Petersen am 23. Dezember 1853 seine Leser in einer persönlichen „Anzeige“ über seine schwere Krankheit. Nach Petersens Tod am 3. Februar 1854 gab Hansen noch die Bände 38 und 39 heraus.
Die dänische Regierung setzte Christian August Friedrich Peters, bisher außerordentlicher Professor der Astronomie in Königsberg, als Direktor der Altonaer Sternwarte und als Herausgeber der Astronomischen Nachrichten ein. Er zog im Herbst 1854 nach Altona und begann seine Herausgeberschaft 1855 mit Band 40. Er führte die Herausgabe 25 Jahre lang fort bis zu Band 80 im Jahr 1873.

## Kometenentdeckungen
| Komet                | Alter Name | Datum            | JPL | Astronomische Nachrichten Band \| Jahr \| Spalte | Astronomische Nachrichten Band \| Jahr \| Spalte | Astronomische Nachrichten Band \| Jahr \| Spalte |
| -------------------- | ---------- | ---------------- | --- | ------------------------------------------------ | ------------------------------------------------ | ------------------------------------------------ |
| C/1848 P1 (Petersen) | 1848 I     | 8. August 1848   |     | 27                                               | 1848                                             | 363                                              |
| C/1848 U1 (Petersen) | 1848 II    | 26. Oktober 1848 |     | 28                                               | 1849                                             | 59                                               |
| C/1850 J1 (Petersen) | 1850 I     | 2. Mai 1850      |     | 30                                               | 1850                                             | 307                                              |

Petersen wird oft auch als Entdecker des Kometen C/1852 K1 (Chacornac)
genannt, den er am 17. Mai 1852 beobachtete, der jedoch am 15. Mai 1852 von Jean Chacornac in Marseille entdeckt wurde.

## Ehrungen
- 1846: Ritter des Roten Adlerordens IV. Klasse[18]
- 1846: Dr. h. c. phil., Universität Königsberg[19]
- 1853: Ernennung zum Professor[20]

### Leben
- Eduard Alberti: Lexikon der schleswig-holstein-lauenburgischen und eutinischen Schriftsteller von 1829 bis Mitte 1866., Band 2. Kiel: von Maack, 1868, S. 182, Lexikon der Schleswig-Holstein-Lauenburgischen und Eutinischen Schriftsteller.
- Benjamin Apthorp Gould: [Obituary] Professor A. O. Petersen. In: The Astronomical Journal, Band 3, 1852–1854, Nummer 68, S. 160, bibcode:1854AJ......3..160G.
- Siegmund Günther: Petersen, Adolf Cornelius. In: Allgemeine Deutsche Biographie (ADB). Band 25, Duncker & Humblot, Leipzig 1887, S. 495 f.
- Peter Andreas Hansen: Petersen’s Ableben. In: Astronomische Nachrichten, Band 38, 1854, Sp. 65–66, pdf.
- Johann Christian Poggendorff: Biographisch-literarisches Handwörterbuch zur Geschichte der exacten Wissenschaften : enthaltend Nachweisungen über Lebensverhältnisse und Leistungen von Mathematikern, Astronomen, Physikern, Chemikern, Mineralogen, Geologen, usw. aller Völker und Zeiten. Band 2: M–Z. Leipzig: Barth, 1863, S. 413, pdf.
- Adolphus Cornelius Petersen. In: Monthly Notices of the Royal Astronomical Society, Band 15, 1855, S. 107–109, bibcode:1855MNRAS..15..101..
- Georg Daniel Eduard Weyer: Adolph Cornelius Petersen. In: Mittheilungen des Vereins Nördlich der Elbe zur Verbreitung Naturwissenschaftlicher Kenntnisse, Band 1, 1857, S. V, pdf.
- Fritz Treichel: Petersen, Adolph Cornelius. In: Schleswig-holsteinisches biographisches Lexikon. Bd. 3, Wachholtz, Neumünster 1974, S. 207f.

### Sonstiges
- Briefwechsel zwischen Adolph Cornelius Petersen und Carl Friedrich Gauß, Gauß-Briefdatenbank.
- Christian August Friedrich Peters (Herausgeber): Briefwechsel zwischen C. F. Gauß – H. C. Schumacher. Altona: Esch, 1863.
- Gerd Hoffmann; Karl-Heinz Nerkamp: Heinrich Christian Schumacher. Der Altonaer Astronom und die Vermessung. In: GV aktuell / Freie und Hansestadt Hamburg, Landesbetrieb Geoinformation und Vermessung, Sonderheft 2009, pdf.
- Christian Olufsen: Biographische Notizen über den verstorbenen Conferenzrath Schumacher. Vorgelesen in der Königlich Dänischen Gesellschaft der Wissenschaften, am 19ten December 1851, von Prof. Olufsen. (Aus dem Decemberheft der Uebersichten über die Verhandlungen der Gesellschaft im Jahre 1851 übersetzt). In: Astronomische Nachrichten, Band 36, 1853, Sp. 393–402.
- Christian August Friedrich Peters: Die Länge des einfachen Secundenpendels auf dem Schlosse Güldenstein, aus den unter der Direction von Schumacher ausgeführten Beobachtungen abgeleitet von C. A. F. Peters. In: Astronomische Nachrichten, Band 40. 1855, Sp. 1–152, hier: 1–20.
- Jochen Schramm: Sterne über Hamburg: die Geschichte der Astronomie in Hamburg. Hamburg: Kultur- und Geschichtskontor, 1996.